# Колычёво (городской округ Домодедово)
Колычёво — село в Московской области. Входит в городской округ Домодедово.
Расположено на правом берегу реки Пахра, к востоку от города Домодедово, у восточных окраин деревни Чурилково.

## История
Село Колычёво впервые упоминается в 1406 году в духовной грамоте великого князя Василия Дмитриевича. Название селу дал Фёдор Александрович Колычёв. При Иване Грозном село принадлежало боярину Никите Борисовичу Колычёву. В конце XVI века селом Колычёво также владели его наследники.
В конце XVIII — начале XIX веков на территории села находился город Никитск, который был центром Никитского уезда Московской губернии. «Имени, прав и преимуществ города» Колычёво было удостоено в 1781 году Екатериной II под названием Никитск, в честь Никиты Борисовича Колычёва. В конце XVIII века в городе проживало 747 человек.

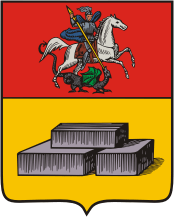
Герб Никитска:
"Три положенные, отесанные, белые камня, в золотом поле, в знак изобилия каменных ломок, находящихся при этом городе".

После ликвидации в 1797 году Никитского уезда большая его часть отошла к Подольскому уезду Московской губернии, а сам Никитск понижен до заштатного (безуездного) города, а в 1802 году вновь преобразован в село Колычёво.
До 1994 гг. село было административным центром Колычевского сельсовета, с 1994 до 2007 гг. — Колычевского сельского округа Домодедовского района.

## Население
| 2002 | 2010 |
| ---- | ---- |
| 109  | ↘103 |